# Euxoa bifasciata
Euxoa bifasciata är en fjärilsart som beskrevs av Smith 1887. Euxoa bifasciata ingår i släktet Euxoa och familjen nattflyn. Inga underarter finns listade i Catalogue of Life.